# Chiesa dell'Esaltazione della Santa Croce (Hazlov)
La chiesa dell'Esaltazione della Santa Croce (in ceco Kostel Povýšení svatého Kříže), o semplicemente chiesa della Santa Croce, è il luogo di culto cattolico che si trova a Hazlov nella Regione di Karlovy Vary della Repubblica Ceca. Appartiene alla diocesi di Plzeň, sede suffraganea dell'arcidiocesi di Praga, Chiesa cattolica nella Repubblica Ceca. Si tratta di un esempio unico nella zona, tipico della seconda metà del XVII secolo.

## Storia

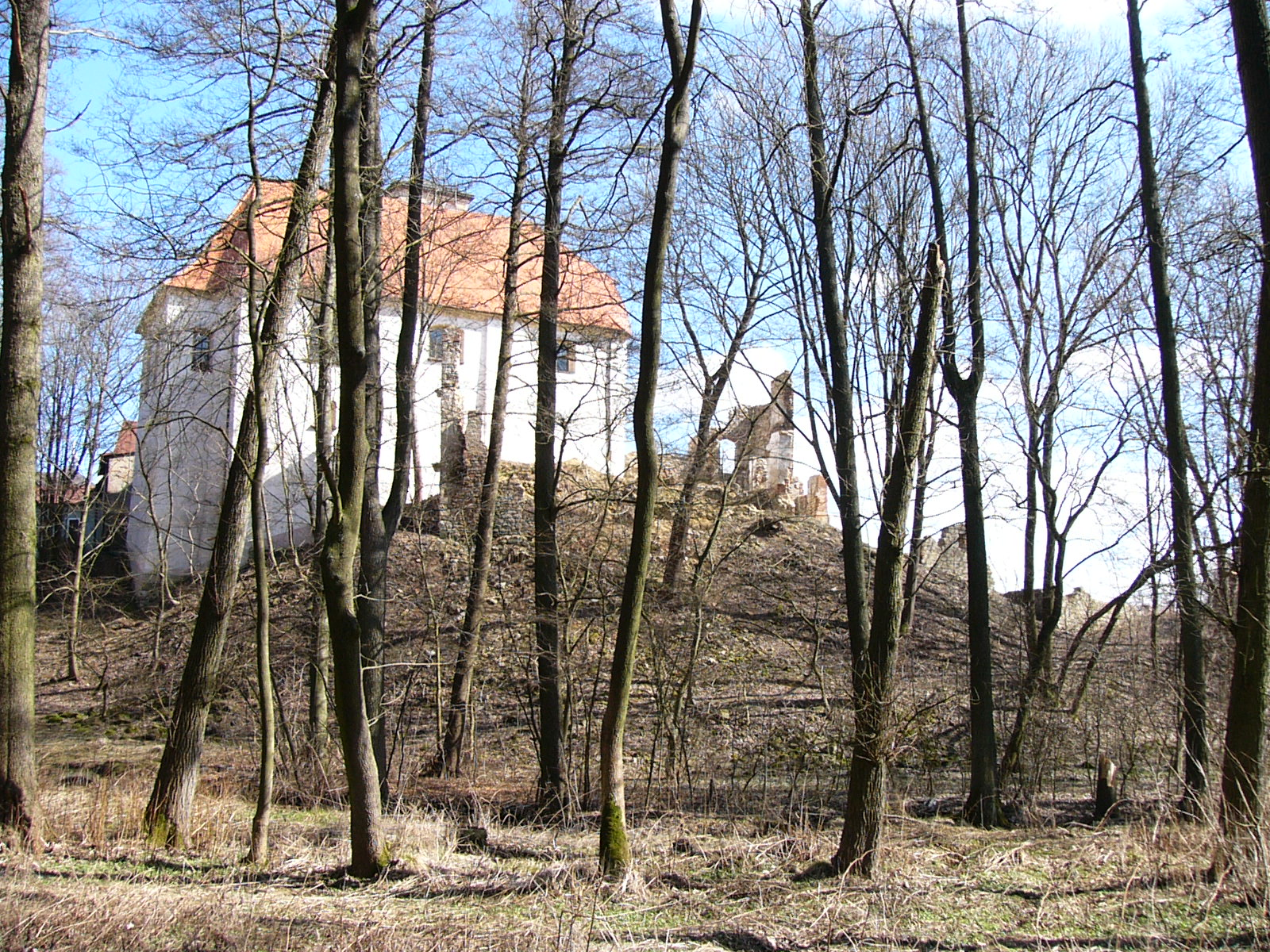
Chiesa vista dal basso

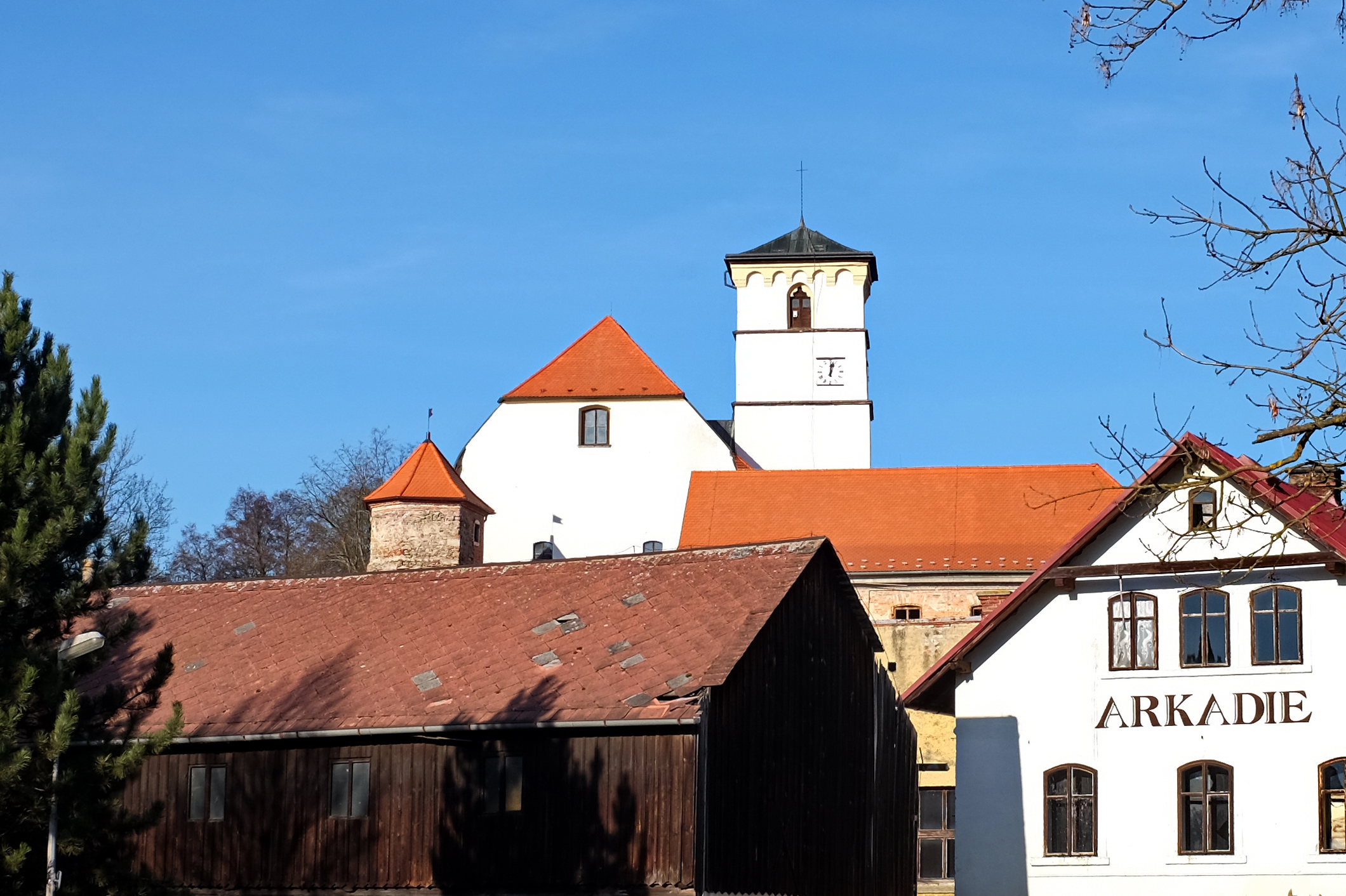
Chiesa dell'Esaltazione della Santa Croce

La città di Hazlov fu fondata già nel XII secolo e la chiesa dell'Esaltazione della Santa Croce,  che si trova al centro dell'abitato, fu fondata nel 1307 diventando la sede della prima parrocchia del distretto di Cheb. Di quel periodo si conserva la torre campanaria con finestre a traforo, che a sua volta apparteneva al castello romanico. La chiesa che ci è pervenuta con la sua unica navata venne costruita nelle forme recenti alla fine del XVII secolo.

## Descrizione
La chiesa si trova a Hazlov in posizione dominante sul sito dove sono presenti le rovine del  castello cittadino, Regione di Karlovy Vary della Repubblica Ceca.

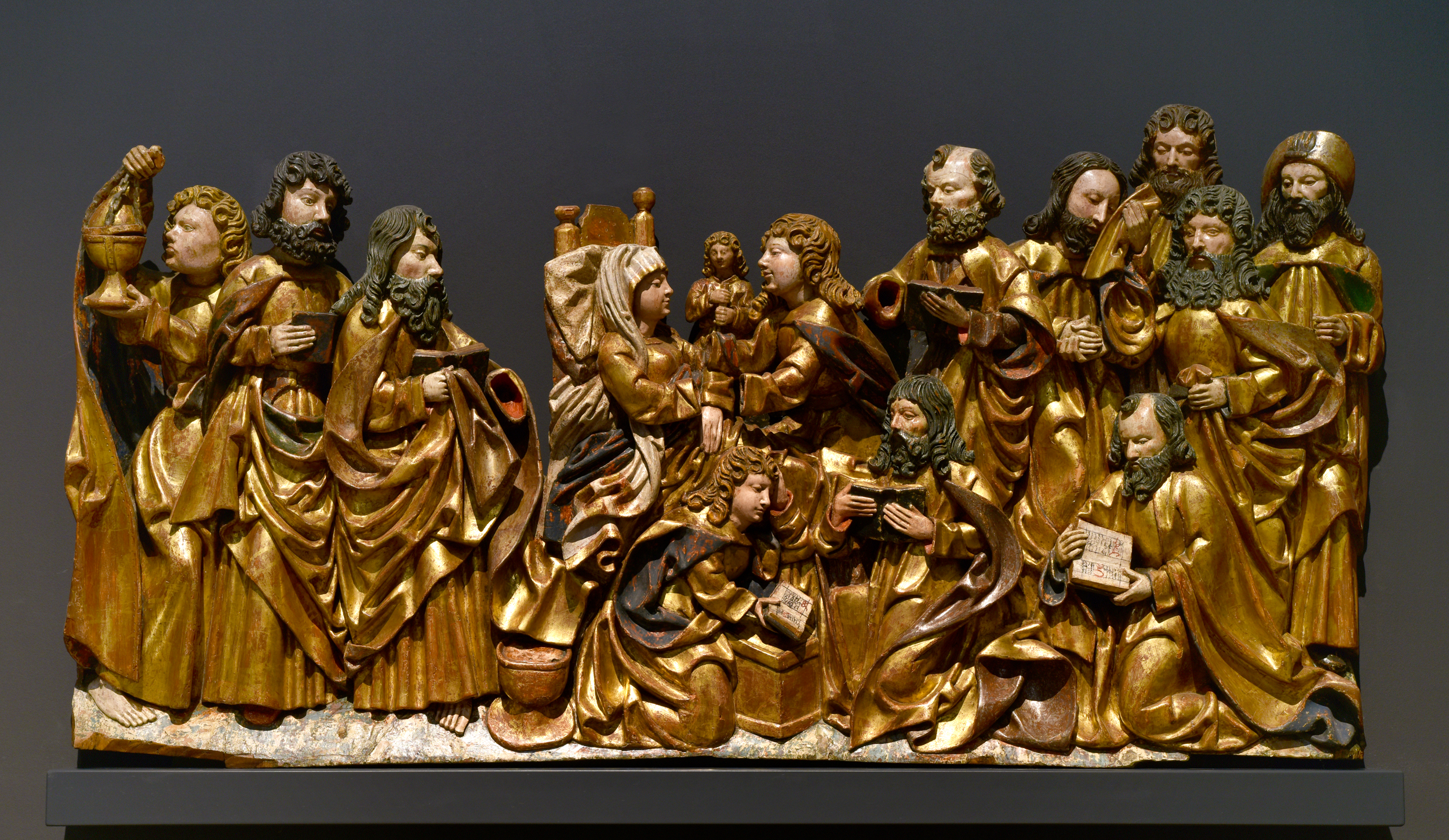
Rilievo in legno policromo tardo gotico raffigurante la Dormizione di Maria e che apparteneva all'altare nella chiesa. Dalla fine del XIX secolo è stato trasferito nelle collezioni della galleria delle Belle Arti di Cheb

### Esterni
La struttura della chiesa è di grandi dimensioni. La facciata con l'ingresso principale presenta due nicchie e riempimenti geometrici. La torre campanaria, che conserva la struttura romanica, si alza asimmetricamente sulla facciata settentrionale e la copertura è un tetto a bassa falda. La cella si apre con quattro finestre a monofora. All'esterno si conservano la croce di legno policromo di notevole valore storico e la statua raffigurante Giovanni Nepomuceno, scultura in pietra che rappresenta il santo nelle sue consuete vesti canoniche, con la testa notevolmente inclinata a sinistra verso una croce con il corpo che tiene per fianco il lato destro e lo sostiene con il sinistro piegato. In origine la scultura si trovava sulla piazza del mercato prima che venisse completamente ricostruita.

### Interni
La navata della chiesa, che risale al XVII secolo, è unica.  All'interno della chiesa si trovano arredi del XVII secolo e sono particolarmente preziosi i dipinti con scene raffiguranti la vita di Cristo.

### Monumento culturale della Repubblica Ceca
La tutela dei monumenti della Repubblica Ceca considera la chiesa dell'Esaltazione della Santa Croce un monumento culturale tutelato col numero di catalogo 1000135586.